# Ziethnitz
Ziethnitz gehört zur Ortschaft Steinitz und ist ein Ortsteil der Hansestadt Salzwedel im Altmarkkreis Salzwedel in Sachsen-Anhalt.

## Geographie
Ziethnitz, ein nach Süden erweitertes Rundangerdorf, liegt drei Kilometer südsüdwestlich von Salzwedel in der Altmark. Einen Kilometer südlich des Dorfes steht auf dem etwa 70 Meter hohen Schwarzen Berg ein Aussichtsturm, der Bismarckturm. Der zum Ortsteil Ziethnitz zugehörige Wohnplatz Phillips Kolonie liegt 1,7 Kilometer südlich des Dorfes an der B 248.  Er gehörte früher zu Kemnitz.
Die Nachbarorte sind Böddenstedter Mühle im Norden, Perver im Nordosten, Kricheldorf und Sienau im Osten, Brewitz im Südosten, Phillips Kolonie im Süden, Eversdorf und Groß Wieblitz im Südwesten, Kemnitz im Westen sowie Böddenstedt im Nordwesten.

## Geschichte

### Mittelalter bis Neuzeit
Das Dorf Ziethnitz wurde im Jahre 1274 erstmals als Zitenitz in einer Urkunde erwähnt. Weitere Nennungen sind 1329 cytenyz, 1687 Zietenitz und 1804 Zietenitz Ziethenitz.
Bei der Bodenreform wurden 1945 ermittelt: 11 Besitzungen unter 100 Hektar hatten zusammen 254 Hektar. Die Kirche besaß 1 Hektar Land, der Gemeinde gehörten 2 Hektar.

### Der Brautball zu Ostern
Früher musste eine Ackersmannsfrau in Ziethnitz und Jeggeleben in den ersten Ostern nach der Verheiratung einen Brautball geben. Um diesen Ball zu bekommen, zogen die unverheirateten Mädchen zu Ostern, in der Hand einen Rosmarinstrauch tragend, ins Haus der Neuvermählten und sangen ein Lied über den Brautball. Ein Brautball war ein großer aus Leder gefertigter Ball.

### Eingemeindungen
Ursprünglich gehörte das Dorf zum Salzwedelischen Kreis der Mark Brandenburg in der Altmark. Zwischen 1807 und 1813 lag es im Stadtkanton Salzwedel auf dem Territorium des napoleonischen Königreichs Westphalen. Ab 1816 gehörte die Gemeinde zum Kreis Salzwedel, dem späteren Landkreis Salzwedel.
Am 20. Juli 1950 wurden die Gemeinden Kemnitz und Ziethnitz zur neuen Gemeinde Steinitz im Landkreis Salzwedel zusammengeschlossen. Am 1. Januar 2011 wurde die Gemeinde Steinitz per Gesetz aufgelöst. Gleichzeitig kam der Ortsteil Ziethnitz zur Hansestadt Salzwedel und im Jahr 2019 auch zur Ortschaft Steinitz.

### Einwohnerentwicklung

#### Gemeinde
| Jahr | Einwohner |
| ---- | --------- |
| 1734 | 50        |
| 1774 | 72        |
| 1789 | 52        |
| 1798 | 46        |
| 1801 | 47        |
| 1818 | 51        |
| 1840 | 69        |
| 1864 | 70        |
| 1871 | 83        |

| Jahr | Einwohner |
| ---- | --------- |
| 1885 | 070       |
| 1892 | [00]081   |
| 1895 | 071       |
| 1900 | [00]062   |
| 1905 | 062       |
| 1910 | [00]063   |
| 1925 | [00]083   |
| 1939 | 080       |
| 1946 | 157       |

#### Ortsteil
| Jahr | Einwohner |
| ---- | --------- |
| 2010 | [00]79    |
| 2014 | [00]82    |
| 2015 | [00]79    |
| 2020 | [00]84    |
| 2021 | [00]87    |
| 2022 | [00]84    |
| 2023 | [0]80     |

Quelle, wenn nicht angegeben, bis 1946:

## Religion
Die evangelischen Christen aus Ziethnitz waren in die mater combinata Brewitz eingepfarrt, die früher zu Pfarrei St. Georg in Salzwedel-Perver gehörte. Sie werden heute betreut vom Pfarrbereich Salzwedel-St. Georg im Kirchenkreis Salzwedel im Bischofssprengel Magdeburg der Evangelischen Kirche in Mitteldeutschland.

## Kultur und Sehenswürdigkeiten
- Die Gebäude des alten Rundlings stehen unter Denkmalschutz.
- Nordöstlich des Dorfes liegt der Märchenpark Salzwedel.